# Fernando Navarro
Fernando Navarro, född den 25 juni 1982 i Barcelona, är en spansk före detta fotbollsspelare som senast spelade för Deportivo de La Coruña.

## Meriter

### Klubb
Barcelona
- La Liga: 2004/2005

Sevilla
- Copa del Rey: 2008/2009
- Uefa Europa League: 2013/2014, 2014/2015

### Spanien
- EM-guld: 2008